# Friendship Birthday 〜あらしのよるに〜
「Friendship Birthday 〜あらしのよるに〜」（フレンドシップ・バースデー - ）は、Sea☆Aの3枚目のシングル。2012年5月23日にLantisから発売された。
半年ぶりのリリースとなる2012年1作目のシングル。本作よりメインレーベルからのリリースとなる。表題曲はテレビ東京系アニメ「あらしのよるに 〜ひみつのともだち〜」オープニングテーマとして使用された。初回限定盤のみDVD付き。カップリングは同局「のりスタ」内「リボンちゃん」主題歌。

## 収録曲

### CD
1. Friendship Birthday 〜あらしのよるに〜
作詞：六ツ見純代、作曲：江並哲志、編曲：山元祐介
2. しあわせ♪ランランラン
作詞：夏ノ芹子、作曲：黒須克彦、編曲：佐々倉有吾
3. Friendship Birthday 〜あらしのよるに〜（Endlish ver.）
4. Friendship Birthday 〜あらしのよるに〜 (inst.)
5. しあわせ♪ランランラン (inst,)

### DVD（初回限定盤のみ）
1. Friendship Birthday 〜あらしのよるに〜（Music Clip）
2. Friendship Birthday 〜あらしのよるに〜（English ver.、Music Clip）
3. Friendship Birthday 〜あらしのよるに〜（Making）